# Cyrus Highsmith
Cyrus Highsmith est un typographe américain. Formé à l'école de design de Rhode Island, il travaille chez Font Bureau à Boston. Il a notamment dessiné la police de caractères Zócalo utilisée par le quotidien mexicain El Universal. Ses polices Prensa et Relay ont été distinguées en 2001 par l'association typographique internationale lors de son premier concours décennal, intitulé Bukva:raz!.
Cyrus Highsmith a reçu le prix Gerrit Noordzij en 2015.
Parallèlement à son travail de création de caractères chez Font Bureau, il enseigne depuis 2000 à l'école de design de Rhode Island et donne des conférences en Amérique du Nord, au Japon et en Europe.

## Caractères

Benton Sans, une police dessinée par Tobias Frere-Jones & Cyrus Highsmith

Cyrus Highsmith a notamment dessiné les polices suivantes :
- Amira
- Antenna
- Benton Sans
- Biscotti
- Bureau Roman
- Caslon’s Egyptian
- Daley’s Gothic
- Dispatch
- Eggwhite
- Escrow
- Heron
- Ibis
- Icebox
- Loupot
- Miller Headline
- Novia
- Occupant Gothic
- Prensa
- Quiosco
- Receiver
- Relay
- Salvo
- Scout
- Serge
- Stainless
- Tick
- Tock
- Zócalo

## Ouvrages
- Inside Paragraphs: Typographic Fundamentals, Font Bureau, Boston, 2012
  - Espaces du paragraphe - Précis de typographie, traduction française de Juliette Paquereau, Ypsilon éditeur, Paris, 2014